# 黃鼠冠狀病毒HKU24
中國鼠冠狀病毒HKU24（China Rattus Coronavirus HKU24、ChRCoVHKU24）是乙型冠狀病毒屬的一種病毒，在香港與廣州的大鼠腸道中被發現，於2015年由香港大學的研究人員發表。

## 基因組
中國鼠冠狀病毒HKU24的基因組約長31200nt，編碼冠狀病毒皆有的複製酶（1a/1b）和刺突蛋白（S）、膜蛋白（M）、外膜蛋白（E）與衣殼蛋白（N）等四種結構蛋白，另外還有血細胞凝集素酯酶（HE）以及NS2a、NS4、NS5與N2等四種輔助蛋白，其基因順序為1ab-NS2-HE-S-NS4-NS5-E-M-N2-N。

## 演化
序列分析顯示中國鼠冠狀病毒HKU24在乙型冠狀病毒1型（牛冠狀病毒、人類冠狀病毒OC43、豬凝血性腦脊髓炎病毒等）的基部形成一演化支，顯示此病毒可能是乙型冠狀病毒1型（包含兔冠狀病毒HKU14）的姊妹群，和同亞屬中亦感染鼠類的鼠冠狀病毒則關係較遠。此病毒的演化地位顯示可感染多種動物的乙型冠狀病毒1型最早可能是由鼠類病毒演化而來。此病毒與乙型冠狀病毒1型、鼠冠狀病毒、人類冠狀病毒HKU1等共同組成一演化支支序A（lineage A），此演化支的病毒基因組中皆編碼血细胞凝集素酯酶（HE），其他冠狀病毒則無。